# Seznam rektorů Univerzity obrany
Toto je chronologický seznam rektorů Univerzity obrany. Univerzita obrany je vojenská vysoká škola se sídlem v Brně, která byla založena v roce 2004. V jejím čele stojí rektor–velitel, jehož jmenuje prezident republiky na čtyřleté funkční období (do konce roku 2005 tříleté funkční období).

## Seznam rektorů–velitelů
1. František Vojkovský (1. září 2004 – 31. července 2005; pověřen funkcí rektora–velitele)
2. Rudolf Urban (1. srpna 2005 – 31. července 2012)
3. Bohuslav Přikryl (1. srpna 2012 – 31. července 2020)
4. Zuzana Kročová (1. srpna 2020 – 31. července 2024)[4][5]
5. Jan Farlík (od 1. srpna 2024)[6]